# Začarana dolina
Začarana dolina јe epizoda seriјala Mali rendžer (Kit Teler) obјavljena u Lunov magnus stripu br. 178. Epizoda јe premijerno u bivšoj Jugoslaviji objavljena u decembru 1975. godine, imala 93 stranice i koštala 6 dinara. Autor naslovnice јe nije poznat. Izdavač јe bio Dnevnik iz Novog Sada.

## Originalna epizoda
Originalna epizoda pod nazivom La valle nascosta izašla јe premijerno u Italiјi u izdanju Sergio Bonnelli Editore u martu 1969. godine pod rednim broјem 64. Koštala јe 200 lira. Epizodu јe nacrtao Franco Bignoti.

## Kratak sadržaj
Kit dolazi u utvrđenje svoga oca Mozes Telera da bi proveli neko vreme zajedno. Na putu prolaze pored teritorije indijanskog plemena koje se sprema da se potpuno iseli sa svoje teritorije. Bostonske novine najavljuju udar velikog meteora baš na teritoriju na kojoj žive indijanci. Oni veruju da se priprema božja kazna. Meteor udara o zemlju baš kada se Kit i njegov otac nalaze u blizini. Cela teritorija je postala veliko zgarište, a Kit i otac jedva spasavaju živu glavu. Pomaže im tajanstvena osoba obučena kao kaluđer. Kit odlučuje da potajno prati kaluđera da bi na kraju otkrio da on pripada tajnoj dolini koja se nalazi iza velikih planina. Kit i otac uspevaju da pronađu prolaz u tajnu dolinu i saznaju da tamo živi zajednica ljudi koji su večno mladi. Razlog je izvor mladosti koji im više od 200 godina omogućava da ne stare. Problem je što niko ne može da ima decu. Kada Kit i otac požele da napuste dolinu i vrate se u utvrđenje, saznaju da im zajednica to ne dopušta.

## Značaj epizode
Scenarista Lavezzolo obrađuje temu večne mladosti. U ovom slučaju, moć da večne mladsti nalazi se u prirodi, tj. dolini u kojoj zajednica živi. Glavna ideja je da takva vrsta blagodeti ima svoju cenu (pripadnici ne mogu da imaju decu), te da pre ili kasnije čovek ipak poželi da preipita ideju večnog života.

## Fantastična priča
Ovo je prva u seriji epizoda Malog rendžera sa pod naslovom „Fantastična priča“, koja ukazuje na to da je u zapletu priče neka vanzemaljska sila ili neke natprirodne sposobnosti. Nekoliko kasnijih epizoda Malog rendžera su takođe se označene kao fantastične priče. (LMS2014-5, LMS218-19, LMS302-3, LMS326-27, LMS373, LMS 503-5.) Sličan koncept je kasnije preuzet u nekim epizodama Zagora (ZS263, ZS324-5, ZS330-1, ZS389-90, ZS514-16, ZS 584-88, ZS639-41) i Teksa Vilera (ZS301-2) i Velikog Bleka (LMS401).

## Novi crtač
Ovo je prva epizoda Malog rendžera koju je nacrtao Franco Bignoti.

## Cenzura
"U Dnevnikovom izdanju su izbačene 4 stranice, odnosno scene koje nisu bile dobre za tadašnju omladinu. To su scene gdje tajanstveni monah pokušava da zaplaši rendžere vizijama (izbačena 1 stranica i 2 pasice) i na samom kraju jako bitne scene s uznemirujućim sadržajem (2 stranice). Još je jedna pasica, također bitna za poantu, izbačena po sredini stripa, a specijalci su pri kraju izbrisali i nož iz ruke, pa lik ubija laganim udarcem."

## Reprize
Ova epizoda reprizirana je u okviru serije If edizione br. 32. u junu 2015. godine (str. 52-155). Ova edicija reprizira se u Hrvatskoj. Број 32. izašao je u maju 2019. god. pod nazivom Blago.